# Foissac, Aveyron
 Foissac  là một xã ở tỉnh Aveyron, thuộc vùng Occitanie ở miền nam nước Pháp.